# 西尔克·皮伦
西尔克·皮伦（德語：Silke Pielen，1955年8月29日—），德国女子游泳运动员。她曾代表西德参加1972年夏季奥林匹克运动会游泳比赛，获得女子4×100米混合泳接力铜牌。